# Isaac Barré
Isaac Barré (Dublín, Irlanda, 1726 - Mayfair,
Londres, Inglaterra, 20 de julio de 1802) fue un militar y
político irlandés de origen francés. Obtuvo una distinción sirviendo
con el ejército británico durante la Guerra de los Siete Años
contra Francia, llegando a ser herido durante la campaña de
Quebec. Más tarde llegó a ser un prominente miembro
del Parlamento, periodo en el que se convirtió en un partidario de
William Pitt.
Es conocido por acuñar el término "Hijos de la Libertad" en
referencia a los whigs americanos opuestos a las políticas del gobierno británico.